# 阿尔伯特·弗雷德里希·弗来-威士林
阿尔伯特·弗雷德里希·弗来-威士林（Albert Friedrich Frey-Wyssling ，1900年11月8日—1988年8月30日）为瑞士植物学家，他开创了亚显微形态学，并帮助主导了分子生物学研究。